# George Hamilton-Gordon
George Hamilton-Gordon, 4e graaf van Aberdeen, geboren George Gordon (Edinburgh, 28 januari 1784 - Londen, 14 december 1860) was een Brits politicus en eerste minister.

## Levensloop

### Jeugd
Hij was de oudste zoon en eerste van zeven kinderen van George Gordon, Lord Haddo en Charlotte Baird. Gordon werd in 1800 toegelaten tot het St John's College van de Universiteit van Cambridge en behaalde in 1804 zijn diploma.
In 1791 overleed zijn vader na een val zijn paard en in 1795 overleed zijn moeder. Volgens de Schotse wet moesten wezen op de leeftijd van 14 jaar een voogd aanduiden. In 1798 gaf Gordon zijn voogdij aan eerste minister William Pitt de Jongere en Henry Dundas. Toen zijn grootvader in 1801 overleed, werd George Gordon de vierde graaf van Aberdeen. Hoewel Aberdeen heel wat landgoederen erfde, zou hij nooit erg welvarend zijn omdat zijn landen niet veel opbrachten.
Tussen 1801 en 1804 reisde Aberdeen door Europa en bracht de meeste tijd in Griekenland door. In 1802 ontmoette hij in Parijs eerste consul Napoleon Bonaparte, die zich in 1804 als Napoleon I tot keizer van Frankrijk kroonde en in 1803 bezocht hij in Athene amfitheater op de Pnyx. De reliëfs die hij vond werden in 1806 naar Groot-Brittannië verscheept. Toen hij in 1804 terugkeerde naar Engeland, richtte hij het Atheens Genootschap op en hij schreef over de stad Troje in de Whig-krant The Edinburgh Review. Van zijn neef Lord Byron kreeg hij echter kritiek voor het verschepen van Griekse kunstwerken afkomstig van de oudheid uit Athene naar Groot-Brittannië.
In 1805 bezocht hij voor het eerst zijn Schotse landgoederen en was getroffen door de armoede waarin zijn pachtboeren leefden en was een van de eerste grondbezitters die industriële landbouw liet toepassen op zijn domeinen. Hierdoor steeg zijn inkomen, maar dit was niet genoeg om de schulden van zijn vader en grootvader volledig te kunnen afbetalen. In 1805 huwde hij met Lady Catherine Hamilton en nam haar achternaam aan, waardoor hij vanaf dan George Hamilton-Gordon, vierde graaf van Aberdeen genoemd werd. Ze kregen vier kinderen, maar in 1812 stierf zijn vrouw aan tuberculose.

### Begin van zijn politieke loopbaan
In januari 1806 overleed de Britse premier Pitt de Jongere. Pitt de Jongere was niet alleen de voormalige voogd van Aberdeen, maar ook zijn goede vriend en mentor. Pitt had aan Aberdeen beloofd om hem in de Engelse adel te verheffen zodat hij in het House of Lords kon zetelen, maar dit ging door Pitts plotse overlijden niet door. Aberdeen was weliswaar lid van de Schotse adel, maar Schotse edellieden konden niet zomaar automatisch in het House of Lords zetelen omdat in die periode de Schotse adel 16 edellieden moesten uitkiezen die hen in het House of Lords vertegenwoordigden. Van 1806 tot 1814 was hij een van die zestien edellieden in het House of Lords en vertegenwoordigde er de conservatieve Torypartij. Nadat hij in 1814 als burggraaf Gordon in de Britse adel werd verheven, belandde hij tot aan zijn dood automatisch in het House of Lords.
Nadat hij twee keer het aanbod weigerde om ambassadeur in Rusland te worden, benoemde minister van Buitenlandse Zaken Castlereagh hem in augustus 1813 tot ambassadeur in Oostenrijk. Hij kreeg een speciale opdracht om de banden met keizer Frans I aan te halen om zo Napoleon definitief te kunnen verslaan. Hij slaagde in zijn opdracht en Oostenrijk blies zijn alliantie met Frankrijk op om de zijde van de geallieerden te kiezen. Aberdeen was in Oostenrijk toen Napoleon in oktober 1813 de Slag bij Leipzig verloor, wat het begin van het einde van Napoleons regering was. In 1814 vertegenwoordigde Aberdeen Groot-Brittannië bij heel wat diplomatieke verdragen na het einde van de napoleontische oorlogen en als beloning hiervoor werd hij verheven in de Engelse adel.
In 1815 arrangeerde zijn schoonvader een huwelijk tussen Aberdeen en zijn schoonzus. Het huwelijk was ongelukkig en zijn tweede vrouw behandelde zijn kinderen uit zijn eerste huwelijk slecht wegens jaloezie. Desondanks kreeg hij uit zijn tweede huwelijk vijf kinderen. Vanaf 1819 woonden de twee gescheiden en in 1833 stierf zijn tweede vrouw.

### Minister van Buitenlandse Zaken

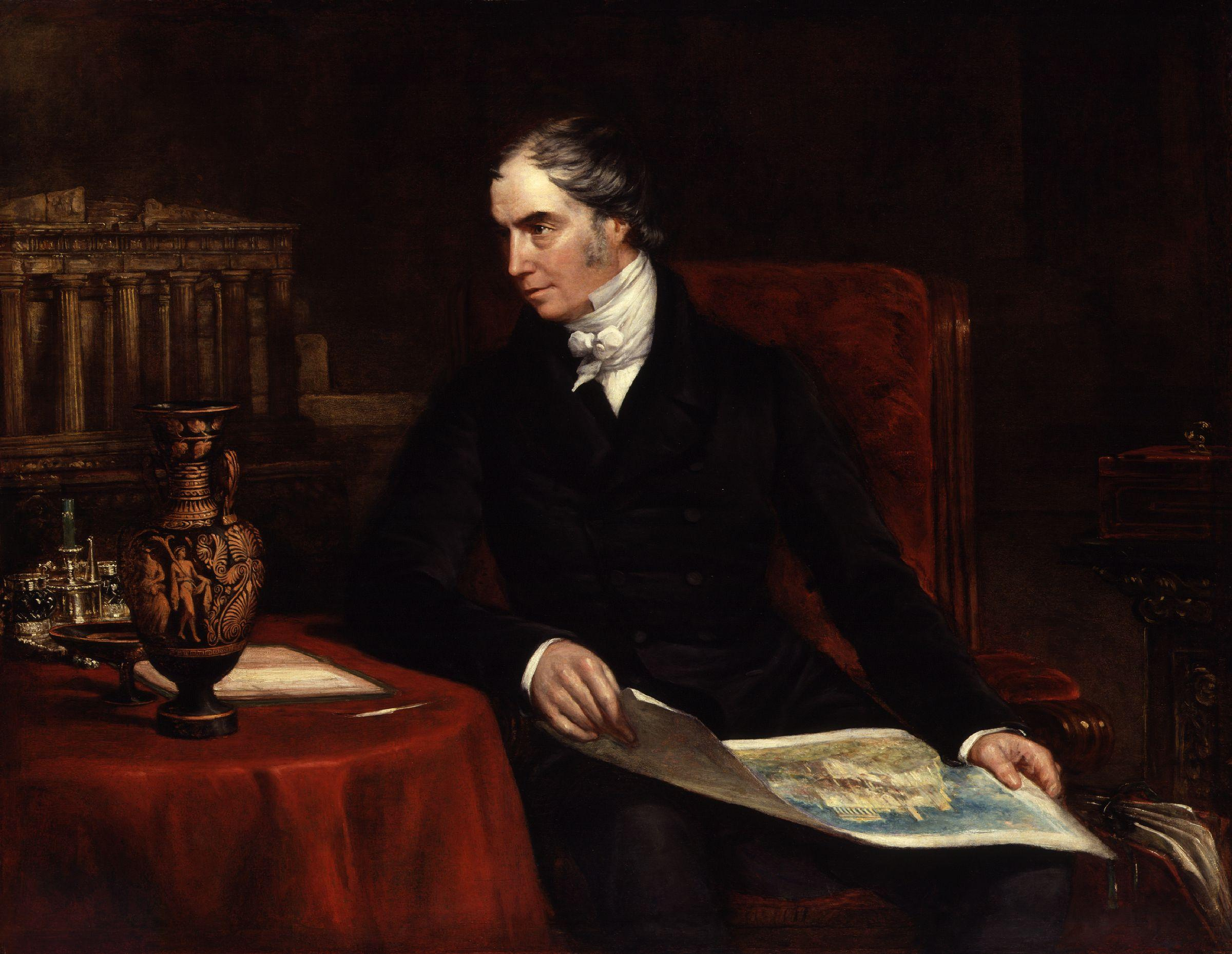
George Hamilton-Gordon, de vierde graaf van Aberdeen, was tweemaal minister van Buitenlandse Zaken: van 1828 tot 1830 en van 1841 tot 1846.

In januari 1828 werd Aberdeen in de regering van de hertog van Wellington kanselier van het hertogdom van Lancaster en bleef dit tot in juni 1828. Vanaf dan was hij minister van Buitenlandse Zaken en kreeg in deze functie te kampen met het vraagstuk over Griekse onafhankelijkheid. Aberdeen sympathiseerde met de Griekse vrijheidsstrijders en wilde ze daarom helpen. In februari 1830 sloten Engeland, Frankrijk en Rusland het protocol van Londen, waarbij Griekenland ruimere autonomie kreeg, maar geen volwaardige onafhankelijkheid. Daar waren de Grieken niet tevreden mee, maar ze wilden graag volledig onafhankelijk zijn. De Britse regering wist niet hoe ze met de problemen hierrond moesten omgaan en Aberdeen bleek geen krachtdadig minister te zijn in tegenstelling tot zijn opvolger Lord Palmerston.
Aberdeen werd als minister van Buitenlandse Zaken ook betrokken bij de Portugese successiecrisis. Na de dood van koning Johan VI in 1826, weigerde kroonprins Peter de Portugese troon te bestijgen omdat hij al keizer van Brazilië was. Zijn minderjarige dochter Maria II werd vervolgens het nieuwe staatshoofd onder het regentschap van haar oom Michaël. In september 1828 zette Michaël Maria II echter af en werd zelf koning van Portugal. De aanhangers van Maria II vroegen daarbij aan Groot-Brittannië steun om koning Michaël terug af te zetten. Aberdeen besloot echter een neutrale politiek te voeren en zich niet te moeien met het conflict.
Nadat de Regering-Wellington in 1830 viel en de Whigs aan de macht kwamen, betekende dit het einde van zijn ministerschap. Van 1834 tot 1835 was Aberdeen in de eerste regering onder leiding van Robert Peel minister van Oorlog en Koloniën. In deze functie moest hij zich onder meer bezighouden met problemen in Canada, Zuid-Afrika en Brits-West-Indië.
Toen Peel in 1841 zijn tweede regering vormde, werd Aberdeen opnieuw minister van Buitenlandse Zaken en sloot in deze functie het Webster-Ashburton-verdrag (1842) en het Verdrag van Oregon (1846), waarbij een aantal grensconflicten tussen Canada en de Verenigde Staten opgelost werden. Palmerston gaf hier kritiek op en vond dat de sociale en economische problemen in Groot-Brittannië veel belangrijker waren dan landsgrenzen aan de andere kant van de wereld.
Aberdeen raakte tijdens zijn tweede ambtsperiode als minister van Buitenlandse Zaken bevriend met de Franse premier François Guizot en gaf de Fransen meer vrijheid op buitenlands gebied dan zijn voorganger Palmerston. De banden tussen de twee landen verslechterden echter toen Frankrijk zijn handelspartner Tahiti wou koloniseren. Groot-Brittannië wou Tahiti echter ook koloniseren, omdat ze het eiland door missionarissenwerk economisch en sociaal ontwikkeld hadden. Aberdeen loste dit conflict op door Frankrijk Tahiti te laten koloniseren op voorwaarde dat de Britse missionarissen een betaling van 1000 pond ter compensatie kregen.
Voor Groot-Brittannië was het beleid van Aberdeen geen traditioneel beleid waarbij de Britse belangen verdedigd werden. Aberdeen had wel oorlog met Frankrijk vermeden, maar zijn toegeving aan Frankrijk maakte hem bij de publieke opinie impopulair. Aberdeen wou hierdoor aftreden als minister, maar premier Peel weigerde hem te ontslaan.

### Premierschap

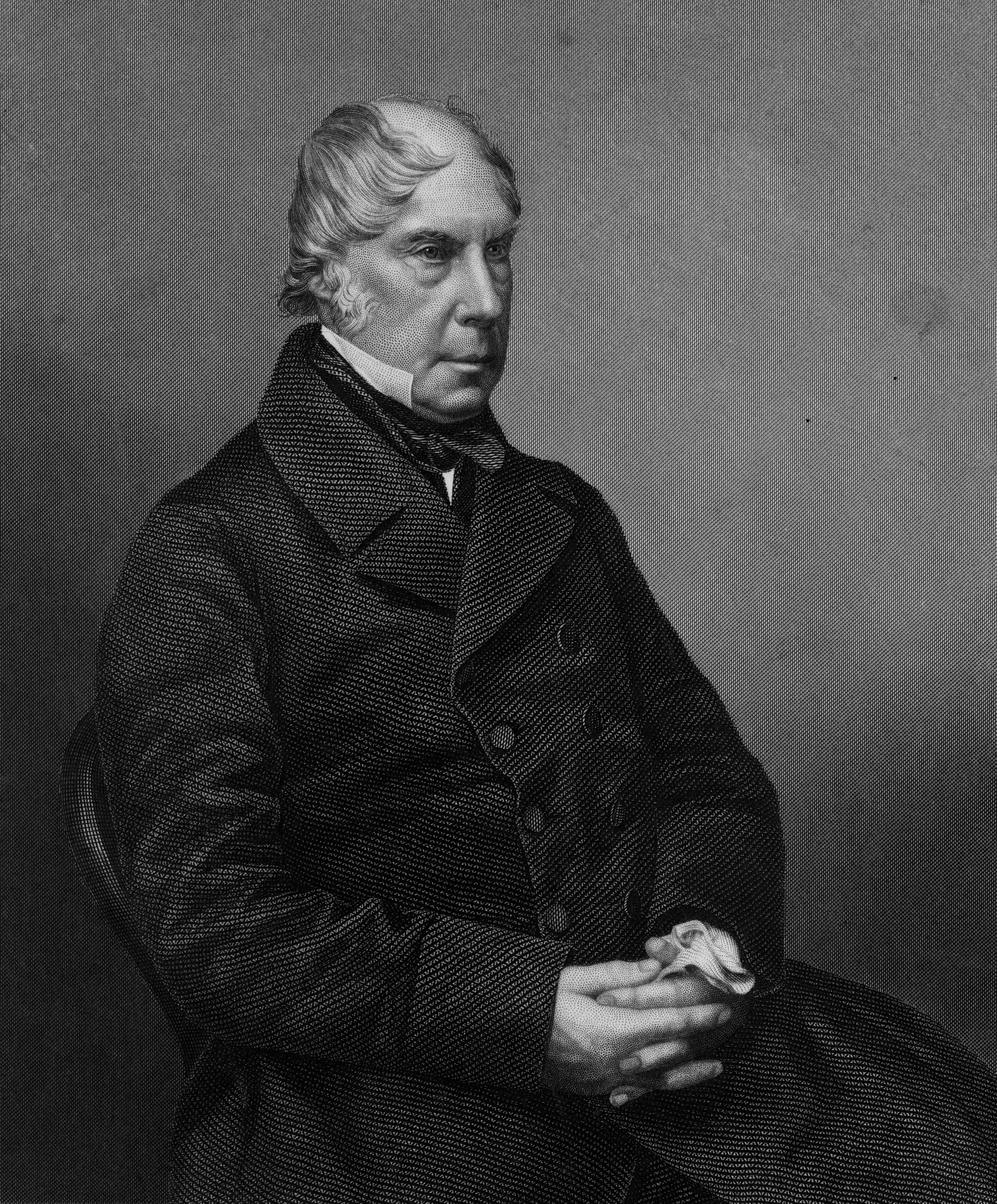
Aberdeen ten tijde van zijn premierschap.

In 1846 viel de regering-Peel en kwamen de Whigs terug aan de macht. De aanhangers van Peel en ook Aberdeen stapten daarna uit de Conservative Party en gingen daarna verder onder de naam Peelites. Na de dood van Peel nam Aberdeen in 1850 de leiding van de Peelites over. Nadat deze beweging zich lang afzette om door een andere parlementaire groep opgeslorpt te worden, fuseerden de Peelites in 1859 met de Whigs tot de Liberal Party.
In december 1852 benoemde koningin Victoria hem tot de nieuwe premier. Deze regering was een coalitieregering van Whigs, Peelites en radicalen en kreeg als opdracht om een conservatief-liberaal beleid te voeren, maar was in het parlement afhankelijk van de Ierse parlementsleden.
In 1853 was Aberdeen verantwoordelijk voor de wet die Indiërs toeliet om administratieve posten in India te bekleden, wat daarvoor niet toegelaten was. Hetzelfde jaar leidden de slechte relaties tussen Rusland en het Ottomaanse Rijk tot de Krimoorlog. Aberdeen stuurde bij deze oorlog de Britse vloot naar de Zwarte Zee om de Ottomanen te steunen.
In maart 1854 verklaarde Groot-Brittannië de oorlog aan Rusland en werd zo betrokken bij de Krimoorlog. Aberdeen bleek niet goed in staat te zijn om met de oorlogsvoering om te gaan en sommige regeringsleden vonden de oorlogsvoering niet agressief genoeg. In januari 1855 diende parlementslid John Arthur Roebuck een motie in waarin hij voorstelde om een onderzoekscommissie op te richten die de manier van oorlogsvoering van Aberdeen moest controleren. Het voorstel van Roebuck werd door het parlement aangenomen en Aberdeen beschouwde dit als een motie van wantrouwen, waarna hij ontslag nam als premier.
Aberdeen overleed in december 1860 op 76-jarige leeftijd in Londen.